# Soriguerola
Soriguerola es una localidad española del municipio de Fontanals de Cerdanya, perteneciente a la provincia de Gerona, en la comunidad autónoma de Cataluña.

## Toponimia
El nombre del lugar puede aparecer escrito con las grafías «Soriguerola» y «Suriguerola».

## Historia
Hacia mediados del siglo XIX, el lugar era referido como un barrio o caserío dependiente de Urtx. Aparece descrito en el decimocuarto volumen del Diccionario geográfico-estadístico-histórico de España y sus posesiones de Ultramar de Pascual Madoz con las siguientes palabras:

SURIGUEROLA: barrio ó cas. en la prov. de Gerona, part. jud. de Ribas. sit. en un llano, á la márg. izq. del r. Segre, unido y dependiente en todo del l. de Urtx; su pobl. y riqueza (V. Astoll).
(Madoz, 1849, p. 536)

En la actualidad, pertenece al municipio de Fontanals de Cerdanya. En 2023, la entidad singular de población tenía empadronados 36 habitantes y el núcleo de población, 33.

## Patrimonio
Hay en la localidad una iglesia de San Miguel.